# 大隈駅
大隈駅（おおくまえき）は、かつて福岡県嘉穂郡嘉穂町（現・嘉麻市）牛隈に置かれていた、九州旅客鉄道（JR九州）上山田線の駅である。上山田線の廃止に伴い、1988年（昭和63年）9月1日に廃駅となった。

## 歴史
- 1898年（明治31年）2月8日：九州鉄道の駅として開業[1]。
- 1907年（明治40年）7月1日：九州鉄道の国有化に伴い国有鉄道の駅となる[1]。
- 1909年（明治42年）10月12日：若松駅 - 上山田駅間が筑豊本線とされ、同線の駅となる。
- 1916年（大正5年）3月：駅舎改築[2]。
- 1929年（昭和4年）12月7日：飯塚駅 - 上山田駅間を上山田線として筑豊本線から分離。それに伴い当駅も同線の駅となる。
- 1974年（昭和49年）10月1日：貨物扱い廃止[1]。
- 1987年（昭和62年）4月1日：国鉄分割民営化により、JR九州に承継される[1]。
- 1988年（昭和63年）9月1日：上山田線廃止に伴い廃駅となる[1]。

## 駅構造
木造駅舎を併設する地上駅であり、直営駅であった。当駅は開業当時に鉄道回避運動が起こったため、本来の場所とは異なる場所に設置された駅であり、上山田線と漆生線の分岐点となる嘉穂信号場の最寄駅でもあった。嘉穂信号場に勤務する日勤の職員は当駅まで自宅から列車で来て当駅の自転車を使って同信号場に通っていた。

## 駅周辺
- 嘉穂町立牛隈小学校
- 福岡県嘉麻警察署
- 国道211号

## 現状
跡地は公園（嘉麻市交通公園）となり、駅名板や線路などがモニュメントとして設置され、「旧上山田線 大隈駅跡」と記された看板が立っている。なお、公園横には西鉄バス（西鉄バス筑豊）と嘉麻市バスの「西牛隈」停留所が設置されている。

## その他
- 1985年（昭和60年）度後期のNHK連続テレビ小説第35作目『いちばん太鼓』の撮影は、当駅でのロケでクランクインした[3]。

## 隣の駅
九州旅客鉄道（JR九州）
上山田線
臼井駅 - 大隈駅 - 下山田駅